# Peter Johansson
Peter Johansson – szwedzki żużlowiec.
Złoty medalista młodzieżowych indywidualnych mistrzostw Szwecji (Målilla 1977). Złoty medalista drużynowych mistrzostw Szwecji (1981). Dwukrotny finalista indywidualnych mistrzostw Szwecji (Kumla 1979 – jako rezerwowy, Eskilstuna 1980 – XV miejsce). Dwukrotny finalista mistrzostw Szwecji par klubowych (1978 – VII miejsce, 1982 – VII miejsce).
Reprezentant Szwecji na arenie międzynarodowej. Czterokrotny uczestnik eliminacji indywidualnych mistrzostw świata.
W lidze szwedzkiej reprezentował barwy klubów: Dackarna Målilla (1976–1979), Piraterna Motala (1980) oraz Getingarna Sztokholm (1981).